# تتسویا ایواناگا (مدل)
تتسویا ایواناگا (انگلیسی: Tetsuya Iwanaga؛ زادهٔ ۱۶ اکتبر ۱۹۸۶) داروساز، مدل (شخص)، و بازیگر اهل ژاپن است.